# Криста Райниг
Криста Райниг (на немски: Christa Reinig) е германска писателка (авторка на поезия и проза) и преводачка.

## Биография
Криста Райниг е родена на 6 август 1926 г. в Берлин като извънбрачна дъщеря на чистачка. Израства в бедни условия. През Втората световна война е фабрична работничка, а след това е включена в разчистването на развалините от войната и се издържа като цветарка.
От 1950 до 1953 г. учи в работническия факултет на Хумболтовия университет в Берлин с цел да положи зрелостна матура. После следва в същия университет история на изкуството и археология и се дипломира. От 1967 до 1964 г. е научен асистент и куратор в Меркишес музеум, Берлин.
Още през 40-те години Райниг започва да пише. Става сътрудничка на източноберлинското сатирично списание Ойленшпигел и успява да издаде в ГДР няколко литературни текста.
Поради неконформисткото ѝ отношение към всякакви авторитети още през 1951 г. получава от властите в ГДР забрана за публикуване, така че творбите ѝ излизат изключително в западногермански издателства.
Скоро след смъртта на майка си Криста Райниг бяга през 1964 г. от ГДР, като не се завръща в страната след отпътуването си по случай приемането на „Бременската литературна награда“. Оттогава живее в Мюнхен.
Поетесата продължава да пише баладични стихотворения в остър стил, но наред с това и любовна лирика, проза и радиопиеси.
След като през 70-те години открито заявява лезбийската си ориентация, борческият феминизъм започва да преобладава в нейното творчество, често примесен със сатира и черен хумор.
Райниг е член на немския ПЕН клуб и на Баварската академия за изящни изкуства в Мюнхен.
Криста Райниг страда от болестта на Бехтерев и от началото на 2008 г. до смъртта си през септември същата година обитава мюнхенски старчески дом.

## Награди и отличия
- 1964: „Бременска литературна награда“
- 1965: Villa-Massimo-Stipendium
- 1968: Hörspielpreis der Kriegsblinden
- 1969: „Награда Тукан“ на град Мюнхен
- 1973: Ehrengabe der Bayerischen Akademie der Schönen Künste
- 1975: „Награда на немската критика“
- 1976: „Федерален орден за заслуги“
- 1984: „Награда на Югозападното радио“
- 1993: „Награда Розвита“ на град Бад Гандерсхайм
- 1999: „Бранденбургска литературна награда“
- 2003: Kester-Haeusler-Ehrengabe der Deutschen Schillerstiftung